# Cyphomyrmex lilloanus
Cyphomyrmex lilloanus är en myrart som beskrevs av Kusnezov 1949. Cyphomyrmex lilloanus ingår i släktet Cyphomyrmex och familjen myror. Inga underarter finns listade i Catalogue of Life.